# Willard Maas
Willard Maas (Lindsay, 24 de junio de 1906-Brooklyn Heights, 2 de enero de 1971) fue un cineasta experimental y poeta estadounidense.

## Biografía
Maas nació en Lindsay, California y se graduó en la Universidad Estatal de San José. Viajó a Nueva York en los años 1930 y continuó su educación en el Long Island College y en la Universidad de Columbia. Fue el marido de la cineasta Marie Menken. La pareja, casada en 1937, alcanzó cierto renombre en el mundo del arte moderno de la ciudad de Nueva York desde los años 1940 hasta los 60, tanto por sus películas experimentales como por sus salones, que reunían a artistas, escritores, cineastas e intelectuales. Maas tenía relaciones homosexuales extramaritales, pero aparentemente Menken no se resintió de ellas; sus peleas a gritos eran más bien una especie de «ejercicio».
Según su socio, Andy Warhol, «Willard y Marie fueron los últimos de los grandes bohemios. Escribían, filmaban y bebían, sus amigos los llamaban 'borrachos eruditos', y se relacionaban con todos los poetas modernos».
En la década de 1960, Maas fue profesor de inglés del Wagner College y organizador de la Conferencia de Escritores de la ciudad de Nueva York en el centro, donde Edward Albee era escritor residente. El cineasta Kenneth Anger indica que Maas y Menken pueden haber sido una parte significativa de la inspiración de los personajes de George y Martha en la obra de Albee de 1962 ¿Quién teme a Virginia Woolf?. Como escritor, Maas recibió en 1938 el Poetry magazine's Guarantors' Prize, un reconocimiento que el año anterior había obtenido el poeta W. H. Auden y publicó dos colecciones de poesía, Fire Testament (1935) y Concerning the Young (1938).
Maas murió en Brooklyn Heights el 2 de enero de 1971, cuatro días después de que Menken muriera de una enfermedad relacionada con el alcohol. Fue incinerado.
Los materiales y cartas de Maas/Menken se encuentran en la Universidad de Texas en Austin. Una selección de ellos está en depósito/préstamo (en fideicomiso) en el Anthology Film Archives de Nueva York. Papeles y otros documentos de Willard Maas —una colección de unas 500 cartas, manuscritos, pruebas de imprenta, fotografías, dibujos, guiones de teatro y de cine de 1931 a 1967— se encuentran en la Universidad Brown.

## Filmografía

### Como director
- 1943 – Geography of the Body (con Marie Menken)
- 1955 – The Mechanics of Love (con Ben Moore) partitura de cítara original de John Gruen)
- 1943–48 – Image in the Snow
- 1956 – Narcissus (un poema fílmico con Ben Moore y Willard Maas)
- 1966 – Andy Warhol's Silver Flotations
- 1967 – Orgia

### Como director de fotografía
- 1955 – Dionysis (junto a Menken y dirigida por Charles Boultenhouse)
- 1956 – Narcissus

### Como actor
- 1965 – A Valentine for Marie (dirigida por John H. Hawkins)